# Kangaatsiaq

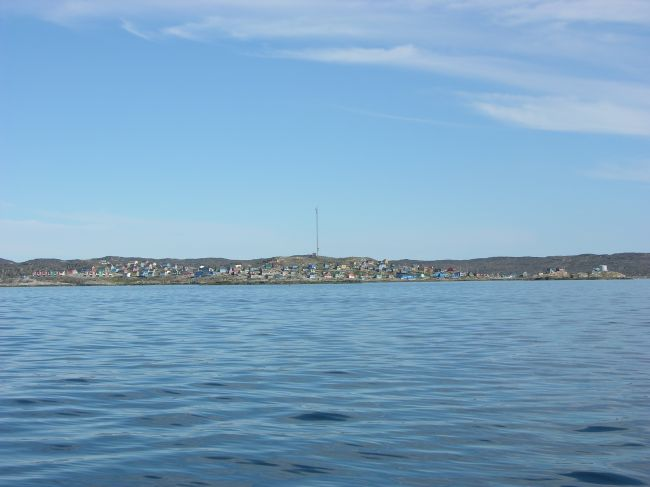
Oraşul Kangaatsiaq

Kangaatsiaq (vechea denumire Kangâtsiaq) este una dintre municipalitățile districtului Kitaa din Groenlanda. Centrul administrativ al municipalității este orașul Kangaatsiaq.
Localitatea Kangaatsiaq a primit statutul de oraș începând cu anul 1986. Se află localizată la coordonatele 68°18′27″N 53°27′49″V / 68.30750°N 53.46361°V. Orașul are 669 locuitori (iulie 2005), restul locuitorilor din municipalitate trăind în așezările Attu (286), Niaqornaarsuk (321), Ikerasaarsuk (109) și Iginniarfik (97).
Principala ocupație a locuitorilor este pescuitul și vânătoarea de foci.
În oraș există un supermarket, o grădiniță și o școală primară cu 150 elevi. Cazarea se poate face doar la un motel cu spațiu pentru 6 persoane.